# Cybill
Cybill este un sitcom american care a rulat între anii 1995 - 1998. Rolul principal îl joacă Cybill Shepherd.

## Acțiune
Cybill Sheridan este o actriță care are un succes mediocru în anii 1940. Datorită venitului mic este nevoită să accepte roluri mici în seriale TV sau filme publicitare. Ea sprijinită mai ales de Maryann Thorpe, o alcoolistă milionară. Maryann Thorpe duce un așa numit "război civil" cu fostul ei soț "Dr. Dick". Pe lângă problemele financiare, Cybill caută să rezolve și problemele familiale.

## Distribuție
- Cybill Shepherd : Cybill Sheridan
- Christine Baranski : Maryann Thorpe
- Tom Wopat : Jeff Robbins
- Dedee Pfeiffer : Rachel Blanders
- Alicia Witt : Zoey Woodbine
- Alan Rosenberg : Ira Woodbine